# Macrothemis extensa
Macrothemis extensa är en trollsländeart som beskrevs av Friedrich Ris 1913. Macrothemis extensa ingår i släktet Macrothemis och familjen segeltrollsländor. Inga underarter finns listade i Catalogue of Life.